# Ying (Shuozhou)
Ying (en chino:应县, pinyin:Yìng xiàn) es un condado bajo la administración directa de la ciudad-prefectura de Shuozhou. Se ubica al  norte de la provincia de Shanxi, este de la República Popular China. Su área es de 1708 km² y su población total para 2010 fue de +300 mil habitantes.

## Administración
El condado de Ying se divide en 12 pueblos que se administran en 3 poblados y 9 villas.